# Leon Bätge
Leon Bätge (Wolfsburg, 9 de julho de 1997) é um futebolista profissional alemão que atua como goleiro no BFC Dynamo.

## Carreira
Leon começou a carreira ainda na base, no Wolfsburg, em 2012. Três anos depois, foi contratado pelo Eintracht Frankfurt gratuitamente. Subiu para o time principal ainda no Eintracht Frankfurt, em 2016.

## Títulos
Eintracht Frankfurt
- Copa da Alemanha: 2017–18